# Verve EP
『Verve』は、1992年にイギリスのロックバンド、ザ・ヴァーヴがリリースしたEP。セカンドシングル「シーズ・ア・スーパースター」とサードシングル「グラヴィティ・グレイヴ」のシングルエディット版を収録。

## 収録曲
1. "グラヴィティ・グレイヴ" - 4:27
2. "ア・マン・コールド・サン" - 5:45
3. "シーズ・ア・スーパースター" - 5:03
4. "エンドレス・ライフ" - 5:32
5. "フィール" - 10:32